# Málta az 1988. évi nyári olimpiai játékokon
Málta a dél-koreai Szöulban megrendezett 1988. évi nyári olimpiai játékok egyik részt vevő nemzete volt. Az országot az olimpián 4 sportágban 6 sportoló képviselte, akik érmet nem szereztek.

## Birkózás
Szabadfogású
| Versenyző           | Versenyszám | Vigaszágas kiesés                                                                  | Vigaszágas kiesés | Helyosztók        | Helyosztók        | Bronz- mérkőzés   | Döntő             | Helyezés    |
| Versenyző           | Versenyszám | Vigaszágas kiesés                                                                  | Vigaszágas kiesés | 7. helyért        | 5. helyért        | Bronz- mérkőzés   | Döntő             | Helyezés    |
| Versenyző           | Versenyszám | Ellenfél Eredmény                                                                  | Hely.             | Ellenfél Eredmény | Ellenfél Eredmény | Ellenfél Eredmény | Ellenfél Eredmény | Helyezés    |
| ------------------- | ----------- | ---------------------------------------------------------------------------------- | ----------------- | ----------------- | ----------------- | ----------------- | ----------------- | ----------- |
| Jesmond Giordemaina | 57 kg       | B csoport · No Gjongszon (No Gyeong-Seon) (KOR) · 1–16 · Jorge Olvera (MEX) · 5–10 | 10.               | kiesett           | kiesett           | kiesett           | kiesett           | helyezetlen |
| Paul Farrugia       | 62 kg       | B csoport · Akbar Fallah (IRI) · 0–15 · Ludwig Küng (SUI) · kétvállas              | 10.               | kiesett           | kiesett           | kiesett           | kiesett           | helyezetlen |

## Cselgáncs
| Versenyző        | Versenyszám | Csoport | Selejtező                                           | 32-es főtábla                 | Nyolcaddöntő      | Negyeddöntő       | Elődöntő          | Vigaszág nyolcaddöntő | Vigaszág negyeddöntő | Vigaszág elődöntő | Bronz- mérkőzés   | Döntő             | Helyezés |
| Versenyző        | Versenyszám | Csoport | Ellenfél Eredmény                                   | Ellenfél Eredmény             | Ellenfél Eredmény | Ellenfél Eredmény | Ellenfél Eredmény | Ellenfél Eredmény     | Ellenfél Eredmény    | Ellenfél Eredmény | Ellenfél Eredmény | Ellenfél Eredmény | Helyezés |
| ---------------- | ----------- | ------- | --------------------------------------------------- | ----------------------------- | ----------------- | ----------------- | ----------------- | --------------------- | -------------------- | ----------------- | ----------------- | ----------------- | -------- |
| Stephen Farrugia | Harmatsúly  | A       | erőnyerő                                            | Pepi Reiter (AUT) · 0000–1100 | kiesett           | kiesett           | kiesett           |                       |                      |                   |                   |                   | 20.      |
| Jason Trevisan   | Könnyűsúly  | B       | Hsziung Feng-san (Xiong Fengshan) (CHN) · 0000–1010 | kiesett                       | kiesett           | kiesett           | kiesett           |                       |                      |                   |                   |                   | 33.      |

## Íjászat
Női
| Versenyző    | Versenyszám | Selejtező | Selejtező | Nyolcaddöntő | Nyolcaddöntő | Negyeddöntő | Negyeddöntő | Elődöntő | Elődöntő | Döntő   | Döntő    |
| Versenyző    | Versenyszám | Pont      | Hely.     | Pont         | Hely.        | Pont        | Hely.       | Pont     | Hely.    | Pont    | Helyezés |
| ------------ | ----------- | --------- | --------- | ------------ | ------------ | ----------- | ----------- | -------- | -------- | ------- | -------- |
| Joanna Agius | Egyéni      | 1121      | 58.       | kiesett      | kiesett      | kiesett     | kiesett     | kiesett  | kiesett  | kiesett | kiesett  |

## Vitorlázás
Férfi
| Versenyző             | Versenyszám | Futam | Futam | Futam | Futam | Futam   | Futam | Futam | Pontszám | Helyezés |
| Versenyző             | Versenyszám | 1     | 2     | 3     | 4     | 5       | 6     | 7     | Pontszám | Helyezés |
| --------------------- | ----------- | ----- | ----- | ----- | ----- | ------- | ----- | ----- | -------- | -------- |
| Jean-Paul Fleri Soler | Divízió II  | 38,0  | 35,0  | 37,0  | 40,0  | (52,0*) | 44,0  | 52,0* | 246,0    | 35.      |

* - nem ért célba